# Gorzka wiosna
Gorzka wiosna (tytuł oryginalny: Pranverë e hidhur) – albański film fabularny z roku 1985 w reżyserii Muharrema Fejzo.

## Fabuła
Bohaterem filmu jest fotograf, który w kwietniu 1939 r. w obliczu włoskiej inwazji na Albanię postanawia z narażeniem życia rejestrować swoim aparatem pierwsze przykłady oporu miejscowej ludności.
Film realizowano w Durrës.

## Obsada
- Rikard Ljarja jako fotograf Teli
- Gentian Basha jako mały chłopiec
- Benon Laperi jako Nushi
- Ariana Musabeliu jako Lila
- Milto Profi jako góral
- Teodor Rupi jako marynarz
- Spiro Urumi jako konsul
- Merita Çoçoli
- Xhelal Tafaj
- Eduard Cala
- Pipi Urumi